# Opisthoprora euryptera
El colibrí picolezna, (Opisthoprora euryptera) también denominado colibrí pico lezna serrano, piquilezna montañero (en Colombia), piquiavoceta (en Ecuador), colibrí pico de avoceta (en Perú), es una especie de ave apodiforme de la familia Trochilidae (los colibríes), la única perteneciente al género monotípico Opisthoprora. Es nativo de regiones andinas del noroeste de América del Sur.

## Distribución y hábitat
Se distribuye de forma fragmentada en el suroeste de Colombia (pendiente occidental de los Andes centrales en Caldas, en ambas pendiente de los Andes centrales en Cauca, y en la pendiente oriental de la cordillera de los Andes en el sureste de Nariño), en Ecuador a lo largo de la pendiente oriental de los Andes al sur hasta Loja y Zamora Chinchipe, y en el norte de Perú en dos sitios en la pendiente oriental al sur del río Marañón, en Amazonas y este de La Libertad.
Esta especie es considerada poco común a rara y local, en sus hábitats naturales: los bosques enanos, bosques húmedos montanos, sus bordes y clareras, incluyendo los matorrales a los lados de carreteras. En altitudes entre 2600 y 3600 m, habiendo sido registrado a 1700 m.

## Descripción
Mide de 9 a 10 cm de longitud y pesa en torno a los 6 g. Su plumaje es verde en sus partes dorsales, con una corona de color cobrizo. Su vientre y pecho son de color verde pálido barrado en gris. El pico es corto y con la punta curvada hacia arriba.

## Sistemática

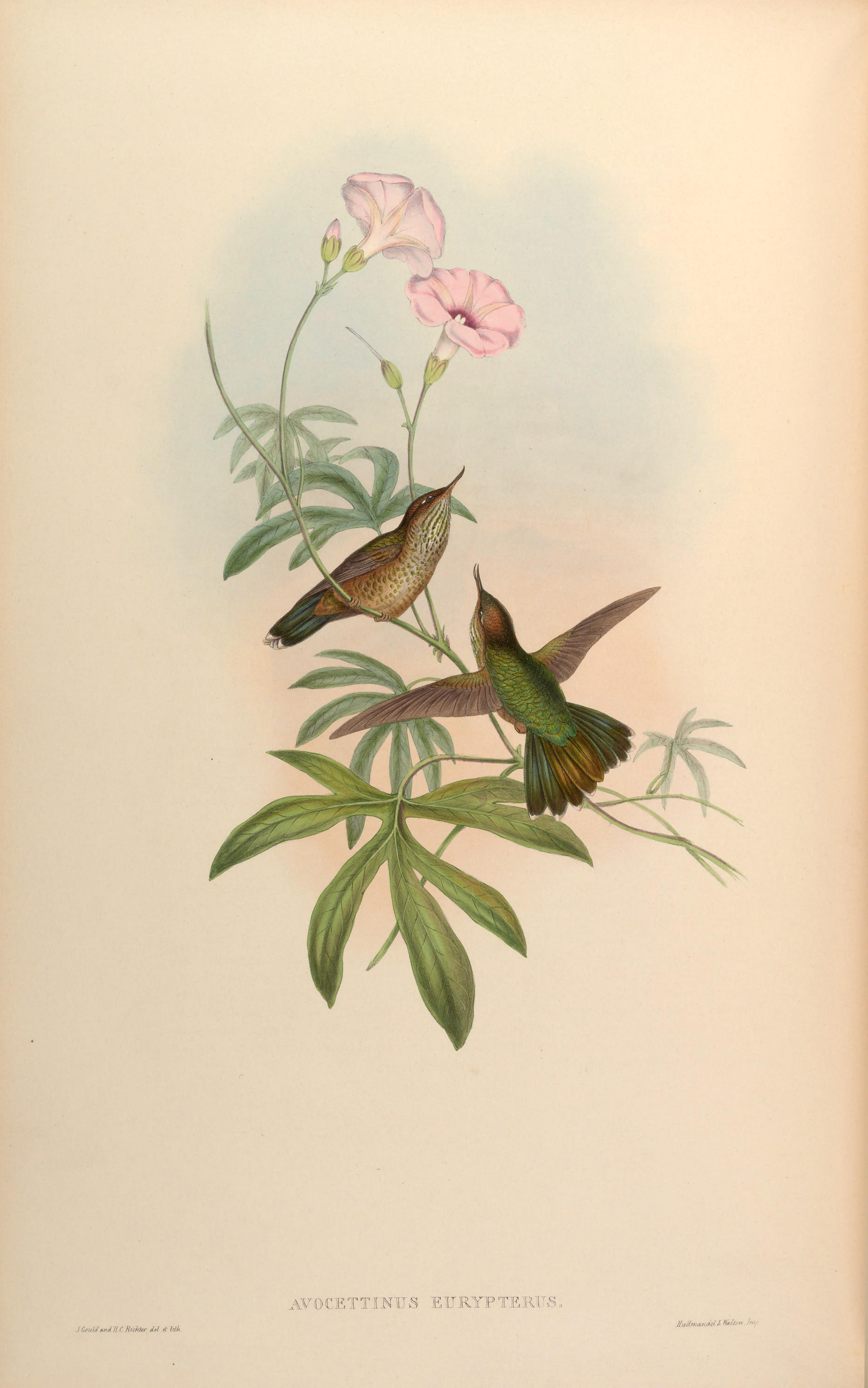
Avocettinus eurypterus, ilustración de Gould y Richter en A monograph of the Trochilidae, or family of humming-birds 3, 1861.

### Descripción original
La especie O. euryptera fue descrita por primera vez por el ornitólogo británico George Loddiges en 1832 bajo el nombre científico Trochilus eurypterus; su localidad tipo es: «Popayán, Colombia».
El género Opisthoprora fue propuesto por los ornitólogos alemanes Jean Cabanis y Ferdinand Heine Jr. en 1860, y la especie tipo originalmente designada fue Trochilus eurypterus, la presente especie.

### Etimología
El nombre genérico femenino «Opisthoprora» es una combinación de la palabra del griego «ophiste» que significa ‘para atrás’ y «prōra» que significa ‘prominencia, saliencia (el pico por. ej.)’; y el nombre de la especie «euryptera», se compone de las palabras del griego «eurus» que significa ‘ancho’, y «pteros» que significa ‘de alas’.

### Taxonomía
Las relaciones de Opisthoprora dentro de su clado no están totalmente resueltas, pero parece pertenecer a un grupo que también incluye a Oreotrochilus, Ramphotrigon, Lesbia, Oxypogon, Oreonympha, Chalcostigma y Metallura. Es monotípica.